# Kiss & Love (album)
Kiss & Love est un double album caritatif sorti le 3 novembre 2014, pour le 20e anniversaire du Sidaction à l'initiative de Pascal Obispo. Il est constitué de 20 reprises de la chanson française par différents artistes, généralement en duo (pour 19 d'entre elles), et un titre inédit, Kiss and Love, enregistré par 80 artistes et animateurs.

## Titres de l'album

### CD 1
| n° | Titre                    | Interprète(s)                       | Paroles                        | Musique                                      | Interprète(s) original(aux)      |
| -- | ------------------------ | ----------------------------------- | ------------------------------ | -------------------------------------------- | -------------------------------- |
| 1  | Seras-tu là ?            | Françoise Hardy et Julien Clerc     | Michel Berger                  | Michel Berger                                | Michel Berger                    |
| 2  | Des heures hindoues      | Carla Bruni et Calogero             | Étienne Daho                   | Johnson William David                        | Étienne Daho                     |
| 3  | Fais-moi une place       | Maurane et Christophe Willem        | Françoise Hardy                | Julien Clerc                                 | Julien Clerc                     |
| 4  | J'en rêve encore         | Tina Arena et Garou                 | Jean-Jacques Goldman           | Gérald De Palmas                             | Gérald De Palmas                 |
| 5  | Lucie                    | Nolwenn Leroy et Francis Cabrel     | Lionel Florence                | Pascal Obispo                                | Pascal Obispo                    |
| 6  | Voilà c'est fini         | Zaho et Yannick Noah                | Jean-Louis Aubert              | Jean-Louis Aubert                            | Jean-Louis Aubert                |
| 7  | Un homme heureux         | Florent Pagny et Patrick Bruel      | William Sheller                | William Sheller                              | William Sheller                  |
| 8  | Qu'est-ce que t'es belle | Rose et Alain Souchon               | Marc Lavoine - Patrice Mithois | Fabrice Chapuis                              | Marc Lavoine et Catherine Ringer |
| 9  | Ça                       | Claire Keim et Jean-Jacques Goldman | Zazie                          | Philippe Paradis - Jean-Pierre Pilot - Zazie | Zazie                            |
| 10 | Mistral gagnant          | Zazie et Bénabar                    | Renaud Séchan                  | Renaud Séchan                                | Renaud                           |

### CD 2
| n° | Titre                               | Interprète(s)                                            | Paroles                          | Musique                        | Interprète(s) original(aux) |
| -- | ----------------------------------- | -------------------------------------------------------- | -------------------------------- | ------------------------------ | --------------------------- |
| 1  | Parler d'amour                      | Lara Fabian et Michel Jonasz                             | Patrice Guirao                   | Art Mengo                      | Art Mengo et Ute Lemper     |
| 2  | Foule sentimentale                  | Zaz et Christophe Maé                                    | Alain Souchon                    | Alain Souchon                  | Alain Souchon               |
| 3  | Si seulement je pouvais lui manquer | Joyce Jonathan et Emmanuel Moire                         | Julie d'Aimé - Michel Jourdan    | Calogero - Gioacchino Maurici  | Calogero                    |
| 4  | Ma petite entreprise                | Eddy Mitchell et Thomas Dutronc                          | Alain Bashung - Jean Fauque      | Alain Bashung                  | Alain Bashung               |
| 5  | Et un jour, une femme               | Serge Lama et Patrick Fiori                              | Lionel Florence                  | Pascal Obispo                  | Florent Pagny               |
| 6  | J'te l'dis quand même               | Natasha St-Pier et Grégoire                              | Patrick Bruel                    | Patrick Bruel                  | Patrick Bruel               |
| 7  | Bleu comme toi                      | Elsa Fourlon et Laurent Voulzy                           | Étienne Daho                     | Étienne Daho                   | Étienne Daho                |
| 8  | Presque rien                        | Élodie Frégé et Raphael                                  | Francis Cabrel                   | Francis Cabrel                 | Francis Cabrel              |
| 9  | L'Envie d'aimer                     | Hélène Ségara, Liane Foly, Julie Zenatti et Chimène Badi | Lionel Florence - Patrice Guirao | Pascal Obispo                  | Daniel Lévi                 |
| 10 | Hors saison                         | Cali et Pascal Obispo                                    | Francis Cabrel                   | Francis Cabrel                 | Francis Cabrel              |
| 11 | Kiss & Love                         | Multi artistes                                           | Lionel Florence - Maître Gims    | Pascal Obispo - Laurent Konrad | inédite                     |